# Одарченко, Иван Степанович
Ива́н Степа́нович Ода́рченко (6 сентября 1926 года — 2 июля 2013 года) — гвардии рядовой Советской армии, участник Великой Отечественной войны. Прообраз памятника Воину-освободителю, который установлен в Берлине.

## Биография
Родился в селе Новоалександровка Акмолинской области Казахской ССР.
В 1931 году из-за голода семья Одарченко переехала в Магнитогорск, но через несколько лет вернулась на прежнее место жительства, восстанавливать хозяйство.
Отец Ивана — Степан Михайлович, погиб под Сталинградом осенью 1942 года, в следующем году на фронте погиб старший брат Пётр.
В шестнадцать лет Иван стал бригадиром в колхозе, помогал матери растить младших детей. В январе 1944 года Иван Одарченко был призван Атбасарским райвоенкоматом в РККА (по документам в армии с 10 декабря 1943 года). Вначале проходил службу в учебном полку в Аягузе, затем был отправлен в действующую армию.
В боях Великой Отечественной войны сражался в составе 114-й гвардейской стрелковой дивизии 9-й гвардейской армии. Участвовал в освобождении Венгрии, Австрии, Чехии, войну закончил под Прагой, за участие в форсировании реки Дунай был награждён медалью «За отвагу».
После победы продолжил службу в Вооружённых Силах (в Группе советских войск в Германии).
В августе 1947 года, в День физкультурника, на стадионе в берлинском районе Вайсензее проходили спортивные соревнования советских солдат, в них участвовал и рядовой Одарченко. Пробежав кросс, Иван Степанович стал наблюдать за ходом соревнований, и в это время к нему подошел скульптор Евгений Викторович Вучетич и пригласил пройти на трибуну. Вучетич сказал, что хочет лепить с него монумент воину-освободителю.
Позировал Одарченко около полугода. На левой руке сначала сидела немецкая девочка, затем — трёхлетняя Света Котикова, дочь коменданта Берлина Александра Котикова. На память Вучетич подарил Иван Степановичу свою фотографию с надписью: «Дорогому другу И. С. Одарченко в память о берлинском памятнике».
Также Одарченко позировал художнику Анатолию Горпенко, который создавал мозаичное панно внутри постамента памятника. На этом панно Одарченко изображён дважды — в качестве солдата с медалью «Золотая Звезда» и стальным шлемом в руках, а также в виде рабочего в синем комбинезоне со склоненной головой, держащего венок.
8 мая 1949 года мемориал был торжественно открыт. Несколько раз рядовой Одарченко охранял памятник, для которого позировал. В 1949 году уволен в запас, отправился домой в Казахстан, но перед этим заехал к сестре в Тамбов, чтобы помочь по хозяйству, где и остался жить.
Женился, работал токарем и фрезеровщиком на заводе «Автотрактородеталь», за трудовую доблесть был награждён орденом Трудового Красного Знамени.
Известность к Одарченко пришла в 1965 году, когда страна отмечала 20-летие победы в войне. Вместе с делегациями он совершил 7 поездок в ГДР, начал активно участвовать в общественной жизни.
Проработал на заводе около 37 лет, затем вышел на пенсию. Был членом партии «Единая Россия». Скончался 2 июля 2013 года в Тамбове, похоронен на Петропавловском кладбище.
- Монумент «Воин-освободитель»

## Награды
- орден Отечественной войны I степени (6 ноября 1985)[12]
- орден Трудового Красного Знамени
- медали, в том числе:
  - медаль «За отвагу» (24 мая 1945 года)[6]

## Память
8 мая 2010 года в Парке победы Тамбова был открыт памятник Ветерану-победителю. В центре композиции — ветеран с девочкой на руках. Авторы памятника — Виктор Кулаев и Валерий Парамонов. Прообразом стал Иван Степанович Одарченко. Сам ветеран на открытии памятника сказал:
Честно сказать, когда мне сообщили, мол, Иван Степанович, с тебя опять будем делать памятник, я подумал, что он снова будет как в Берлине. И ответил — делайте с памятника Вучетича. Но когда скульптор Кулаев объяснил, что хочет делать именно меня — ветерана, я согласился. Когда все было готово, я с удивлением обнаружил на груди у памятника медаль «За взятие Берлина». Спрашиваю: за что это? Авторы мне сказали, что хотели бы, чтобы их Ветеран вернулся из взятого Берлина. Впечатление большое, конечно, особенно для моей внучки, которая сегодня сюда пришла, для моих правнуков. Это большая гордость, что так отметили простого солдата и рабочего, прожившего свою жизнь честно. Я очень благодарен.